# Cipriano Gallo
Cipriano Gallo (in latino Cyprianus Gallus; Gallia, 397 circa – 430) è stato un poeta e traduttore romano della Vetus latina.

## Biografia
Cipriano Gallo fu un poeta cristiano in lingua latina, vissuto in Gallia ai primi del V secolo, che mise in versi tutti i libri storici del Vecchio Testamento mantenendosi fedele al testo originale greco. Di questa traduzione c'è rimasta solo la parafrasi dell'Eptateuco (Heptateucos), che a torto è stata attribuita a Giovenco. I suoi testi appartengono quindi alla Vetus latina. A lui, come pure al suo omonimo Cipriano di Cartagine e a Tertulliano, è stata attribuita la paternità di due poemi Carmen de Sodoma e Carmen de Iona, ma nessuno dei due si adatta al suo stile poetico, alquanto monotono, e alla qualità del linguaggio, spesso poco corretto.